# 香港科學園深圳分園
香港科學園深圳分園是一個由香港特別行政區和深圳市計劃合作發展的創新科技研發基地，旨在連接香港、內地和全球的創新科技領域市場。 

## 簡介
香港科學園深圳分園總建築面積為 31,000 平方米，有兩座樓高六層大樓，設有共享工作空間、會議和活動場地、辦公室、乾濕實驗室以及相關配套設施。 

## 外部連結
- 香港科学园深圳分园 （页面存档备份，存于）
- 香港科学园深圳分园地圖 （页面存档备份，存于）
- 香港科学园深圳分园开园